# Гирный, Максим Андреевич
Максим Андреевич Гирный (укр. Максим Андрійович Гірний; род. 6 апреля 2001, Львов) — украинский футболист, нападающий клуба «Буковина».

## Игровая карьера
Воспитанник львовских «Карпат», за которых в чемпионате Украины ДЮФЛ провел 82 матча (38 голов). С 2018 по 2019 год выступал за «зелено-белых» в юношеско-молодежных соревнованиях под эгидой УПЛ, где сыграл 34 матча (9 голов).
В 2020 году выехал в Словакию, где стал игроком клуба «Земплин». В футболке которого провел 5 официальных матчей в Суперлиге и 1 поединок в кубке Словакии, в котором отличился дебютным голом.
В июле 2021 года подписал контракт с новичком украинской второй лиги «Мункач», за который выступал до полномасштабного российского вторжения в Украину. В их составе провел 16 матчей, в которых отличился 9 голами, став лучшим бомбардиром команды. Также Максим стал автором исторического первого для клуба гола на профессиональном уровне.
Перед стартом 2022/23 сезона стал игроком клуба-дебютанта первой украинской лиги «Эпицентр», в котором провел два следующих сезона. В футболке клуба из Каменца-Подольского в общей сложности сыграл 40 матчей во всех турнирах, в которых забил 14 мячей.
В июле 2024 года подписал контракт с перволиговым футбольным клубом «Буковина».

### В сборной
В 2019 году вызывался в юношеские сборные Украины U-18 и U-19, в составе которых провел 8 поединков и отличился 3 голами.